# Scotland (Texas)
Scotland è un centro abitato degli Stati Uniti d'America, situato nella contea di Archer dello Stato del Texas. Secondo il censimento del 2010 vivevano nella città 501 persone. Il nome della comunità deriva dal suo fondatore, Henry J. Scott.

## Geografia fisica

### Territorio
Scotland è situata a 33°38′32″N 98°26′54″W (33.642195, -98.448340), a sud della Little Wichita River. I confini della città si estendono ad est fino a Lake Arrowhead, un bacino idrico su Little Wichita. La U.S. Route 281 attraversa la città, che porta verso nord a 18 miglia (29 km) a Wichita Falls e verso sud a 40 miglia (64 km) a Jacksboro.
Secondo l'Ufficio del censimento degli Stati Uniti d'America la città ha un'area totale di 8.0 miglia quadrate (20.8 km²), di cui 7.9 miglia quadrate (20.4 km²) sono terra, mentre 0.12 miglia quadrate (0.3 km², corrispondenti all'1.63% del territorio) sono costituiti dall'acqua.

### Clima
Il clima in questa zona è caratterizzato da estati calde e umide e inverni generalmente non troppo rigidi. Secondo la Classificazione dei climi di Köppen, Scotland ha un clima subtropicale umido, abbreviato in "TUF" sulle mappe climatiche.

## Società

### Evoluzione demografica

#### Censimento del 2000
| Anno       | Popolazione | ±%     |
| ---------- | ----------- | ------ |
| 1970       | 257         | Note:  |
| 1980       | 367         | 42.8%  |
| 1990       | 490         | 33.5%  |
| 2000       | 438         | −10.6% |
| 2010       | 501         | 14.4%  |
| Stima 2015 | 478         | −4.6%  |

Secondo il censimento del 2000, c'erano 438 persone, 160 nuclei familiari e 116 famiglie residenti nella città. La densità di popolazione era di 39.1 persone per miglio quadrato (15.1/km²). C'erano 173 unità abitative a una densità media di 15.4 per miglio quadrato (6.0/km²). La composizione etnica della città era formata dal 95.21% di bianchi, il 2.74% di altre razze, e il 2.05% di due o più etnie. Ispanici o latinos di qualunque razza erano il 8.68% della popolazione.
C'erano 160 nuclei familiari di cui il 41.3% aveva figli di età inferiore ai 18 anni, il 65.6% erano coppie sposate conviventi, il 3.8% aveva un capofamiglia femmina senza marito, e il 27.5% erano non-famiglie. Il 25.6% di tutti i nuclei familiari erano individuali e il 14.4% aveva componenti con un'età di 65 anni o più che vivevano da soli. Il numero di componenti medio di un nucleo familiare era di 2.74 e quello di una famiglia era di 3.35.
La popolazione era composta dal 33.8% di persone sotto i 18 anni, il 5.3% di persone dai 18 ai 24 anni, il 27.4% di persone dai 25 ai 44 anni, il 20.1% di persone dai 45 ai 64 anni, e il 13.5% di persone di 65 anni o più. L'età media era di 34 anni. Per ogni 100 femmine c'erano 102.8 maschi. Per ogni 100 femmine dai 18 anni in su, c'erano 104.2 maschi.
Il reddito medio di un nucleo familiare era di 37.083 dollari, e quello di una famiglia era di 41.667 dollari. I maschi avevano un reddito medio di 32.045 dollari contro i 21.875 dollari delle femmine. Il reddito pro capite era di 15.406 dollari. Circa il 3.0% delle famiglie e il 3.4% della popolazione erano sotto la soglia di povertà, incluso l'1.3% di persone sotto i 18 anni e il 12.3% di persone di 65 anni o più.

## Cultura

### Istruzione
La quasi totalità degli studenti di Scotland frequente il Archer City Independent School District. Una piccolissima parte della città è invece servita dalla Windthorst Independent School District e dalla Henrietta Independent School District.